# Periphragella elisae
Periphragella elisae är en svampdjursart som beskrevs av William Taylor Marshall 1875. Periphragella elisae ingår i släktet Periphragella, och familjen Euretidae. Inga underarter finns listade.